# 圣莱热德蒙布里耶
圣莱热德蒙布里耶（法語：Saint-Léger-de-Montbrillais，法語發音：[sɛ̃ leʒe də mɔ̃bʁijɛ]）是法国新阿基坦大区维埃纳省的一个市镇，位于该省西北部，属于沙泰勒罗区。

## 地理
圣莱热德蒙布里耶（47°4'16"N, 0°2'39"W）面积10.4 平方千米，位于法国新阿基坦大区维埃纳省，该省份为法国中西部省份，北起曼恩-卢瓦尔省和安德尔-卢瓦尔省，西接德塞夫勒省，南至夏朗德省，东南接上维埃纳省，东临安德尔省。
与圣莱热德蒙布里耶接壤的市镇（或旧市镇、城区）包括：埃皮耶、贝里、莫尔通、普昂赛、莱特鲁瓦穆捷。

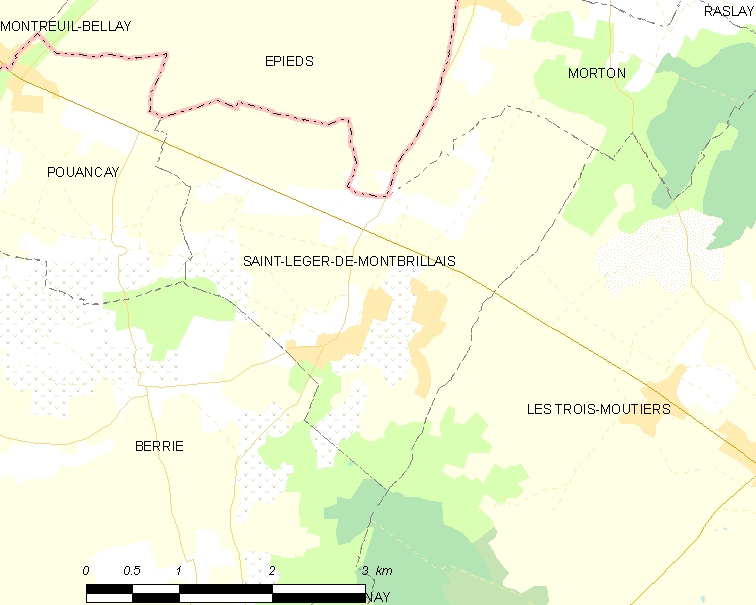
圣莱热德蒙布里耶的OSM定位图

圣莱热德蒙布里耶的时区为UTC+01:00、UTC+02:00（夏令时）。

## 行政
圣莱热德蒙布里耶的邮政编码为86120，INSEE市镇编码为86229。

## 政治
圣莱热德蒙布里耶所属的省级选区为卢丹县。

## 人口

1962-2008年间圣莱热德蒙布里耶人口变化图示

圣莱热德蒙布里耶于2022年1月1日时的人口数量为347人。